# Tekcham Abhishek Singh
Tekcham Abhishek Singh (Manipur, 2 gennaio 2005) è un calciatore indiano, difensore del Mohun Bagan SG.

## Carriera

### Club
Ha giocato nella prima divisione indiana.

### Nazionale
Ha giocato nelle nazionali giovanili indiane Under-20 ed Under-23.
Nel 2025 ha esordito nella nazionale maggiore indiana.

## Statistiche

### Presenze e reti nei club
| Stagione        | Squadra                 | Campionato      | Campionato | Campionato | Coppe nazionali | Coppe nazionali | Coppe nazionali | Coppe continentali | Coppe continentali | Coppe continentali | Altre coppe | Altre coppe | Altre coppe | Totale | Totale |
| Stagione        | Squadra                 | Comp            | Pres       | Reti       | Comp            | Pres            | Reti            | Comp               | Pres               | Reti               | Comp        | Pres        | Reti        | Pres   | Reti   |
| --------------- | ----------------------- | --------------- | ---------- | ---------- | --------------- | --------------- | --------------- | ------------------ | ------------------ | ------------------ | ----------- | ----------- | ----------- | ------ | ------ |
| 2020            | Minerva Punjab B        | IL2             | 1          | 0          | -               | -               | -               | -                  | -                  | -                  | -           | -           | -           | 1      | 0      |
| 2022-2023       | Punjab                  | IL              | 4          | 1          | -               | -               | -               | -                  | -                  | -                  | -           | -           | -           | 4      | 1      |
| 2025-2026       | Mohun Bagan Super Giant | ISL             | 0          | 0          | SC              | 0               | 0               | AFC2               | 0                  | 0                  | DC          | 4           | 0           | 4      | 0      |
| Totale carriera | Totale carriera         | Totale carriera | 5          | 1          |                 | -               | -               |                    | -                  | -                  |             | 4           | 0           | 9      | 1      |

### Cronologia presenze e reti in nazionale
| Cronologia completa delle presenze e delle reti in nazionale ― India | Cronologia completa delle presenze e delle reti in nazionale ― India | Cronologia completa delle presenze e delle reti in nazionale ― India | Cronologia completa delle presenze e delle reti in nazionale ― India | Cronologia completa delle presenze e delle reti in nazionale ― India | Cronologia completa delle presenze e delle reti in nazionale ― India | Cronologia completa delle presenze e delle reti in nazionale ― India | Cronologia completa delle presenze e delle reti in nazionale ― India |
| Data                                                                 | Città                                                                | In casa                                                              | Risultato                                                            | Ospiti                                                               | Competizione                                                         | Reti                                                                 | Note                                                                 |
| -------------------------------------------------------------------- | -------------------------------------------------------------------- | -------------------------------------------------------------------- | -------------------------------------------------------------------- | -------------------------------------------------------------------- | -------------------------------------------------------------------- | -------------------------------------------------------------------- | -------------------------------------------------------------------- |
| 19-3-2025                                                            | Shillong                                                             | India                                                                | 3 – 0                                                                | Maldive                                                              | Amichevole                                                           | -                                                                    | 86’                                                                  |
| 4-6-2025                                                             | Pathum Thani                                                         | Thailandia                                                           | 2 – 0                                                                | India                                                                | Amichevole                                                           | -                                                                    |                                                                      |
| 10-6-2025                                                            | Hong Kong                                                            | Hong Kong                                                            | 1 – 0                                                                | India                                                                | Qual. Coppa d'Asia 2027                                              | -                                                                    |                                                                      |
| Totale                                                               |                                                                      | Presenze                                                             | 3                                                                    |                                                                      | Reti                                                                 | 0                                                                    |                                                                      |

| Cronologia completa delle presenze e delle reti in nazionale ― India under 23 | Cronologia completa delle presenze e delle reti in nazionale ― India under 23 | Cronologia completa delle presenze e delle reti in nazionale ― India under 23 | Cronologia completa delle presenze e delle reti in nazionale ― India under 23 | Cronologia completa delle presenze e delle reti in nazionale ― India under 23 | Cronologia completa delle presenze e delle reti in nazionale ― India under 23 | Cronologia completa delle presenze e delle reti in nazionale ― India under 23 | Cronologia completa delle presenze e delle reti in nazionale ― India under 23 |
| Data                                                                          | Città                                                                         | In casa                                                                       | Risultato                                                                     | Ospiti                                                                        | Competizione                                                                  | Reti                                                                          | Note                                                                          |
| ----------------------------------------------------------------------------- | ----------------------------------------------------------------------------- | ----------------------------------------------------------------------------- | ----------------------------------------------------------------------------- | ----------------------------------------------------------------------------- | ----------------------------------------------------------------------------- | ----------------------------------------------------------------------------- | ----------------------------------------------------------------------------- |
| 18-6-2025                                                                     | Hisor                                                                         | Tagikistan under 23                                                           | 3 – 2                                                                         | India under 23                                                                | Amichevole                                                                    | -                                                                             |                                                                               |
| 21-6-2025                                                                     | Hisor                                                                         | India under 23                                                                | 0 – 0                                                                         | Kirghizistan under 23                                                         | Amichevole                                                                    | -                                                                             |                                                                               |
| Totale                                                                        |                                                                               | Presenze                                                                      | 2                                                                             |                                                                               | Reti                                                                          | 0                                                                             |                                                                               |

## Palmarès

### Competizioni nazionali
- I-League: 1

Punjab FC: 2022-2023